# TV a város szélén
A TV a város szélén egy 1998-ban készült színes, 9 részes magyar vígjátéksorozat, a TV2 első saját gyártású sorozata. Rendező: Szurdi Miklós, Kolos István, Vas-Zoltán Iván. A sorozat középpontjában egy kerületi televízió, a KB TV áll. A sorozat folytatása a 7-es csatorna 1999-ben készült el.

## Szereplők
- Bajor Imre (Mikes Iván)
- Gergely Róbert (Kerepesi László 'Lucien')
- Harkányi Endre (Dénes Egon)
- Vándor Éva (Dudás Kata)
- Gór Nagy Mária (Soproni Hédi)
- Békéssy Orsolya / Gregor Bernadett (Margó)
- Gesztesi Károly (Gyula úr)
- Maszlay István / Cseke Péter (Gara Marcell)
- Zsurzs Kati (Terike)
- Szántó Szandra (Alex)
- Danyi Judit (Viki)
- Németh Attila (Sanyesz)
- Szakács Tibor (Kajtár Lóránt 'Kisfiú')
- Bede-Fazekas Szabolcs (Georg / Kajtár Lóránt 'Kisfiú')
- Kostyál Márk (Georg)
- Várfi Sándor (Bordás Róbert)
- Kovács Róbert (Tibi)
- Hirtling István (Sipossy Géza)
- Horkay Péter (ifj. Mikes Iván)
- Körmendi János (Emil bácsi)
- Hosszú Judit (Lótifuti)
- Balogh András (Jimmy)
- Sajgál Erika (Ági, Iván exfelesége)
- Töreky Zsuzsa (Klári, Iván exfelesége)
- Vikidál Gyula (Pepi)
- Barabás Kiss Zoltán (Dönci)
- Koós János (Kornyika)
- Andor Tamás (Tamás)
- Kéri Kitty (Judit)
- Incze József (Halász úr)
- Borbiczki Ferenc (Makos István)
- Horányi László (Drahos Károly)
- Horkai János
- Liptai Claudia
- Szabó István
- Zana József
- Miklósy György
- Növényi Norbert
- Borbás Gabi
- Parti Nóra
- Kocsis György
- Detre Annamária
- Halász László
- Pálfi Zoltán
- Fazekas István
- Zsolnay András
- Mányai Zsuzsa
- Pálfai Péter
- Kerekes József

## Epizódok
| #  | Cím                 | Premier           |
| -- | ------------------- | ----------------- |
| 1. | Mi testnek a tenyér | 1998. április 11. |
| 2. | Puszit a papának!   | 1998. április 14. |
| 3. | Fizetésnap          | 1998. április 21. |
| 4. | Für Egon            | 1998. április 27. |
| 5. | Iván, a rettentő    | 1998. május 5.    |
| 6. | Lucien, a lázadó    | 1998. május 12.   |
| 7. | Adás indul!         | 1998. május 19.   |
| 8. | Bízzátok Emilre!    | 1998. május 26.   |
| 9. | Toppantó            | 1998. június 1.   |

## Érdekesség
- Az 1. részben Szakács Tibor karakterét hívták Kajtár Lóránt 'Kisfiú'-nak, ő a 2. részben már nem szerepel, karakterét Bede-Fazekas Szabolcs örökli, aki az 1. részben Georgként szerepelt, Georg karakterét viszont a 2. résztől Kostyál Márk örökli.
- Gara Marcell, operatőrt az 1. részben még Maszlay István játszotta, a 2. résztől viszont szerepét valamiért Cseke Péter veszi át.
- Margó, a sminkes szerepét az 1. részben még Békéssy Orsolya játszotta, a 2. résztől viszont szerepét valamiért Gregor Bernadett veszi át.
- Balogh András karakterét ebben a sorozatban is "Jimmy"-nek hívják, ugyanúgy mint a Kisvárosban.
- A készítők a sorozat első 4 részében gépröhögést is alkalmaztak, azonban az 5. résztől a gépröhögés valamiért elmarad.

## Külső hivatkozások
- TV a város szélén a PORT.hu-n (magyarul)
- TV a város szélén az Internet Movie Database oldalon (angolul)